# Lafox
Lafox település Franciaországban, Lot-et-Garonne megyében. Lakosainak száma 1079 fő (2022. január 1.). Lafox Castelculier, Boé, Saint-Jean-de-Thurac, Saint-Pierre-de-Clairac, Sauveterre-Saint-Denis és Layrac községekkel határos.

## Népesség
A település népességének változása:
| Lakosok száma | 436  | 595  | 706  | 1183 | 1156 | 1143 | 1141 | 1116 | 1104 | 1079 |
|               | 1968 | 1982 | 1990 | 2006 | 2013 | 2015 | 2017 | 2019 | 2020 | 2022 |